# Parahip
Els parahips (Parahippus) són un gènere extint de mamífers perissodàctils de la família dels èquids que visqueren durant el Miocè inferior. Estaven emparentats amb els cavalls actuals. Se n'han trobat restes fòssils a Nord-amèrica. Vivien en boscos i es nodrien principalment de fulles. Tenien tres dits a cada pota. El nom genèric Parahippus significa ‘al costat del cavall’.